# Álvaro Londoño Aristizábal
Álvaro Londoño Aristizábal (Armenia, 2 de febrero de 1956 - Puerto Carreño, 26 de abril de 2020) fue un político colombiano, quien se desempeñó como el primer Gobernador del Departamento de Vichada electo por votación popular.

## Biografía
Nació en Armenia, en el entonces Departamento de Caldas, en febrero de 1956. Licenciado en educación, como parte de una convocatoria del gobierno, se estableció en la Comisaría del Vichada.
Incursionó en política bajo las banderas del Partido Liberal, al presentarse como candidato a la Alcaldía de Puerto Carreño en las elecciones regionales de 1990, donde perdió por una escasa diferencia de 70 votos. Para las elecciones regionales de 1994 se presentó como candidato a Gobernador de Vichada, resultando electo y convirtiéndose en el primer gobernador del departamento por votación popular.
Durante su mandato como gobernador, se destacaron múltiples obras de infraestructura, entre ellas el polideportivo INDER de Puerto Carreño y la sede de la Gobernación de Vichada. Así mismo, se pavimentó la pista del Aeropuerto Germán Olano de Puerto Carreño. También se creó la Secretaría de Educación del departamento y el municipio de Cumaribo.
En septiembre de 1997, aún siendo Gobernador, fue suspendido por la Procuraduría General junto con otros cinco gobernadores, por irregularidades en el manejo de los recursos de una lotería. Tras acabar su mandato, en 1998 fue capturado por orden de la Fiscalía General por presuntas irregularidades en contratos por más de $1.200 millones de pesos. En 2001, la Corte Suprema de Justicia lo condenó a siete años de prisión por el delito de peculado por apropiación, ya que habría ordenado entregar más de $1.800 millones de pesos a una corporación financiera que no estaba autorizada para tal fin y terminó siendo liquidada, con lo cual se perdió el dinero de los fondos públicos.
Falleció en Puerto Carreño, en la mañana del 26 de abril de 2020, a los 64 años. Su hijo Álvaro Mauricio Londoño Lugo fue Alcalde de Puerto Carreño y miembro de la Cámara de Representantes de Colombia en representación de Vichada.